# Liga Mexicana de Béisbol 2019
La Temporada 2019 de la Liga Mexicana de Béisbol fue la edición número 95. La fecha de inicio de la campaña fue el jueves 4 de abril cuando los Leones de Yucatán visitaron a los Sultanes de Monterrey, el resto de las series inaugurales iniciaron el viernes 5 de abril, entre las que destacó el clásico de la LMB entre Tigres de Quintana Roo y Diablos Rojos del México, quienes protagonizaron el primer juego oficial en el Estadio Alfredo Harp Helú de la Ciudad de México.

## Cambios en la competencia
Para esta campaña se mantendrá el mismo sistema de competencia. Por lo que los tres primeros lugares de cada zona calificarán a la postemporada, y el quinto y cuarto sostendrán un juego de eliminación directa, siempre y cuando la diferencia entre ellos no sea mayor a 3.0 encuentros. Cada uno de los 16 equipos disputarán 120 juegos, divididos en dos vueltas. La temporada regular comenzará el 4 de abril y la segunda vuelta iniciará el viernes 21 de junio, con el final del rol regular pactado para el jueves 29 de agosto. La fase de postemporada comenzará el sábado 31 de agosto, con los Juegos de Eliminación del Norte y Sur, en caso de ser necesarios. La primera serie de Playoffs se jugará del 3 al 11 de septiembre, mientras que las Series de Campeonato de ambas zonas tendrán lugar del 14 al 22 de septiembre. La Serie del Rey, que define al campeón de la LMB, será del 24 de septiembre al 2 de octubre, en caso de llegar a su máximo de siete juegos.
Con el objetivo de continuar con su profesionalización, la LMB elaboró los siguientes protocolos de operación:
1. Uso de uniformes.
2. Protocolo de estadios.
3. Iluminación de estadios.
4. Anotadores y stringers.
5. Viajes, concentraciones, llegada y salida de estadios.
6. Tiendas oficiales de los equipos.
7. Comunicación, medios digitales y atención a medios.
8. Televisión y transmisiones autorizadas.

Calendario

El calendario será de 120 juegos a dos vueltas.

## Equipos participantes
| Liga Mexicana de Béisbol 2019 |                              |           |                      |                                        |                          |             |
| Zona                          | Equipo                       | Fundación | Mánager              | Ciudad                                 | Estadio                  | Capacidad   |
| Norte                         | Acereros del Norte           | 1974      | Pat Listach          | Monclova, Coahuila                     | Monclova                 | 8,500       |
| Norte                         | Algodoneros de Unión Laguna  | 1940      | Jonathan Aceves      | Torreón, Coahuila                      | Revolución               | 9,935       |
| Norte                         | Generales de Durango         | 2016      | Efrén Espinoza       | Durango, Durango                       | Francisco Villa          | 4,983       |
| Norte                         | Rieleros de Aguascalientes   | 1975      | Félix Fermín         | Aguascalientes, Aguascalientes         | Alberto Romo Chávez      | 6,496       |
| Norte                         | Saraperos de Saltillo        | 1970      | Roberto Vizcarra     | Saltillo, Coahuila                     | Francisco I. Madero      | 14,000      |
| Norte                         | Sultanes de Monterrey        | 1939      | Roberto Kelly        | Monterrey, Nuevo León                  | Monterrey                | 21,906      |
| Norte                         | Tecolotes de los Dos Laredos | 1940      | Alfonso Jiménez      | Nuevo Laredo, Tamaulipas Laredo, Texas | La Junta Uni-Trade       | 5,000 6,000 |
| Norte                         | Toros de Tijuana             | 2004      | Óscar Robles         | Tijuana, Baja California               | Chevron                  | 17,000      |
| Sur                           | Bravos de León               | 1978      | Tony Aguilera        | León, Guanajuato                       | Domingo Santana          | 6,500       |
| Sur                           | Diablos Rojos del México     | 1940      | Víctor Bojórquez     | Ciudad de México                       | Alfredo Harp Helú        | 20,576      |
| Sur                           | Guerreros de Oaxaca          | 1996      | Sergio Omar Gastélum | Oaxaca, Oaxaca                         | Eduardo Vasconcelos      | 7,200       |
| Sur                           | Leones de Yucatán            | 1954      | Gerónimo Gil         | Mérida, Yucatán                        | Kukulcán Álamo           | 14,917      |
| Sur                           | Olmecas de Tabasco           | 1975      | Ramón Orantes        | Villahermosa, Tabasco                  | Centenario 27 de Febrero | 8,500       |
| Sur                           | Pericos de Puebla            | 1938      | Enrique Reyes        | Puebla, Puebla                         | Hermanos Serdán          | 12,112      |
| Sur                           | Piratas de Campeche          | 1980      | Jesús Sommers        | Campeche, Campeche                     | Nelson Barrera Romellón  | 6,000       |
| Sur                           | Tigres de Quintana Roo       | 1955      | Adán Muñoz           | Cancún, Quintana Roo                   | Beto Ávila               | 9,500       |

## Posiciones
- Actualizadas las posiciones al 29 de agosto de 2019. [7]

### Primera Vuelta
| Zona Norte     | Zona Norte | Zona Norte | Zona Norte | Zona Norte | Zona Norte |
| Equipo         | JG         | JP         | PCT        | JV         | Puntos     |
| -------------- | ---------- | ---------- | ---------- | ---------- | ---------- |
| Tijuana        | 40         | 20         | .667       | -          | 7.5        |
| Monterrey      | 40         | 20         | .667       | -          | 7.5        |
| Monclova       | 39         | 21         | .650       | 1.0        | 6          |
| Dos Laredos    | 33         | 27         | .550       | 7.0        | 5          |
| Saltillo       | 28         | 32         | .467       | 12.0       | 4          |
| Durango        | 26         | 34         | .433       | 14.0       | 2.5        |
| Aguascalientes | 26         | 34         | .433       | 14.0       | 2.5        |
| Unión Laguna   | 20         | 37         | .351       | 18.5       | 1          |

| Zona Sur     | Zona Sur | Zona Sur | Zona Sur | Zona Sur | Zona Sur |
| Equipo       | JG       | JP       | PCT      | JV       | Puntos   |
| ------------ | -------- | -------- | -------- | -------- | -------- |
| Oaxaca       | 37       | 23       | .617     | -        | 8        |
| México       | 32       | 24       | .571     | 3.0      | 7        |
| Puebla       | 34       | 26       | .567     | 3.0      | 6        |
| León         | 27       | 32       | .458     | 9.5      | 5        |
| Yucatán      | 26       | 32       | .448     | 10.0     | 4        |
| Quintana Roo | 25       | 35       | .417     | 12.0     | 3        |
| Tabasco      | 21       | 39       | .350     | 16.0     | 2        |
| Campeche     | 20       | 38       | .345     | 16.0     | 1        |

### Segunda Vuelta
| Zona Norte     | Zona Norte | Zona Norte | Zona Norte | Zona Norte | Zona Norte |
| Equipo         | JG         | JP         | PCT        | JV         | Puntos     |
| -------------- | ---------- | ---------- | ---------- | ---------- | ---------- |
| Saltillo       | 38         | 21         | .644       | -          | 8          |
| Monclova       | 36         | 24         | .600       | 2.5        | 7          |
| Tijuana        | 35         | 25         | .583       | 3.5        | 6          |
| Monterrey      | 32         | 26         | .552       | 5.5        | 5          |
| Aguascalientes | 28         | 31         | .475       | 10.0       | 4          |
| Dos Laredos    | 27         | 33         | .450       | 11.5       | 3          |
| Durango        | 21         | 38         | .356       | 17.0       | 2          |
| Unión Laguna   | 17         | 42         | .288       | 21.0       | 1          |

| Zona Sur     | Zona Sur | Zona Sur | Zona Sur | Zona Sur | Zona Sur |
| Equipo       | JG       | JP       | PCT      | JV       | Puntos   |
| ------------ | -------- | -------- | -------- | -------- | -------- |
| Yucatán      | 40       | 20       | .667     | -        | 8        |
| Quintana Roo | 37       | 22       | .627     | 2.5      | 7        |
| México       | 35       | 25       | .583     | 5.0      | 6        |
| Oaxaca       | 31       | 28       | .525     | 8.5      | 5        |
| Campeche     | 27       | 30       | .474     | 11.5     | 4        |
| Tabasco      | 24       | 33       | .421     | 14.5     | 3        |
| Puebla       | 22       | 34       | .393     | 16.0     | 2        |
| León         | 20       | 38       | .345     | 19.0     | 1        |

### Global
| Zona Norte     | Zona Norte | Zona Norte | Zona Norte | Zona Norte | Zona Norte |
| Equipo         | JG         | JP         | PCT        | JV         | Puntos     |
| -------------- | ---------- | ---------- | ---------- | ---------- | ---------- |
| Tijuana        | 75         | 45         | .625       | -          | 13         |
| Monclova       | 75         | 45         | .625       | -          | 13.5       |
| Monterrey      | 72         | 46         | .610       | 2.0        | 12.5       |
| Saltillo       | 66         | 53         | .555       | 8.5        | 12         |
| Dos Laredos    | 60         | 60         | .500       | 15.0       | 8          |
| Aguascalientes | 54         | 65         | .454       | 20.5       | 6.5        |
| Durango        | 47         | 72         | .395       | 27.5       | 4.5        |
| Unión Laguna   | 37         | 79         | .319       | 36.0       | 2          |

| Zona Sur     | Zona Sur | Zona Sur | Zona Sur | Zona Sur | Zona Sur |
| Equipo       | JG       | JP       | PCT      | JV       | Puntos   |
| ------------ | -------- | -------- | -------- | -------- | -------- |
| México       | 67       | 49       | .578     | -        | 13       |
| Oaxaca       | 68       | 51       | .571     | 0.5      | 13       |
| Yucatán      | 66       | 52       | .559     | 2.0      | 12       |
| Quintana Roo | 62       | 57       | .521     | 6.5      | 10       |
| Puebla       | 56       | 60       | .483     | 11.0     | 8        |
| Campeche     | 47       | 68       | .409     | 19.5     | 5        |
| León         | 47       | 70       | .402     | 20.5     | 6        |
| Tabasco      | 45       | 72       | .385     | 22.5     | 5        |

| Clasificado a los playoffs |

## Juego de Estrellas
El Juego de Estrellas de la LMB se realizó el domingo 16 de junio en el Estadio Alfredo Harp Helú de la Ciudad de México, casa de los Diablos Rojos del México.

### Tirilla
| Equipo     | 1 | 2 | 3 | 4 | 5 | 6 | 7 | 8 | 9 | C  | H  | E |
| ---------- | - | - | - | - | - | - | - | - | - | -- | -- | - |
| Zona Norte | 1 | 1 | 0 | 2 | 2 | 0 | 1 | 1 | 3 | 11 | 21 | 0 |
| Zona Sur   | 1 | 0 | 0 | 1 | 0 | 3 | 0 | 0 | 1 | 6  | 11 | 2 |

LG: Frankie De La Cruz (1-0, 0.00);  LP: Yoanner Negrín (0-1, 9.00);  SV: No hubo.  
HRs:  NTE – Junior Lake (1);  SUR – No hubo.
Ampáyers: HP: Humberto Saiz, 1B: Vicente Madero, 2B: Jair Fernández, 3B: Orlando López, LF: Manuel Carrillo, RF: Edgar Huerta.
Duración: 4h 06m.  Asistencia: 13,514.

### Home Run Derby
El Home Run Derby se realizó el sábado 15 de junio, al cual acudieron los líderes de cuadrangulares del circuito.

#### Jugadores participantes
| Nombre          | Equipo                     | HR |
| --------------- | -------------------------- | -- |
| José Vargas     | Rieleros de Aguascalientes | 27 |
| Chris Carter    | Acereros del Norte         | 23 |
| Michael Wing    | Rieleros de Aguascalientes | 18 |
| Yamaico Navarro | Sultanes de Monterrey      | 16 |

| Nombre        | Equipo                   | HR |
| ------------- | ------------------------ | -- |
| Félix Pie     | Bravos de León           | 13 |
| Danny Ortíz   | Pericos de Puebla        | 22 |
| Alonzo Harris | Guerreros de Oaxaca      | 17 |
| Japhet Amador | Diablos Rojos del México | 7  |

NOTA: Home runs al 15 de junio de 2019.

#### Tabla de posiciones
| Jugador         | Equipo         | 1ª Ronda | 2ª Ronda | Final | Total |
| --------------- | -------------- | -------- | -------- | ----- | ----- |
| Danny Ortíz     | Puebla         | 12       | 5        | 10    | 27    |
| José Vargas     | Aguascalientes | 11       | 5        | 9     | 25    |
| Japhet Amador   | México         | 11       | 4        | -     | 15    |
| Yamaico Navarro | Monterrey      | 6        | 5        | -     | 11    |
| Félix Pie       | León           | 5        | -        | -     | 5     |
| Alonzo Harris   | Oaxaca         | 4        | -        | -     | 4     |
| Chris Carter    | Monclova       | 3        | -        | -     | 3     |
| Michael Wing    | Aguascalientes | 3        | -        | -     | 3     |

### Doble Play Derby
Por definir.

#### Llaves de dobles matanzas participantes
Por definir.

## Playoffs
|  | Juego de comodines | Juego de comodines | Juego de comodines |          |   | Primer Playoff       | Primer Playoff       | Primer Playoff       |   |  | Series de Campeonato  | Series de Campeonato  | Series de Campeonato  |   |  | Serie del Rey                   | Serie del Rey                   | Serie del Rey                   |  |
|  | 31 de agosto       | 31 de agosto       | 31 de agosto       |          |   | 3 - 12 de septiembre | 3 - 12 de septiembre | 3 - 12 de septiembre |   |  | 14 - 22 de septiembre | 14 - 22 de septiembre | 14 - 22 de septiembre |   |  | 24 de septiembre - 2 de octubre | 24 de septiembre - 2 de octubre | 24 de septiembre - 2 de octubre |  |
|  |                    |                    |                    |          |   |                      |                      |                      |   |  |                       |                       |                       |   |  |                                 |                                 |                                 |  |
|  |                    |                    |                    |          |   |                      |                      |                      |   |  |                       |                       |                       |   |  |                                 |                                 |                                 |  |
|  |                    |                    |                    |          |   |                      |                      |                      |   |  |                       |                       |                       |   |  |                                 |                                 |                                 |  |
|  |                    |                    |                    |          |   |                      |                      |                      |   |  |                       |                       |                       |   |  |                                 |                                 |                                 |  |
|  |                    |                    |                    |          |   |                      |                      |                      |   |  |                       |                       |                       |   |  |                                 |                                 |                                 |  |
|  |                    | 3                  | Monterrey          | 3        |   |                      |                      |                      |   |  |                       |                       |                       |   |  |                                 |                                 |                                 |  |
|  |                    |                    |                    | 3        |   |                      |                      |                      |   |  |                       |                       |                       |   |  |                                 |                                 |                                 |  |
|  |                    |                    | 2                  | Monclova | 4 |                      |                      |                      |   |  |                       |                       |                       |   |  |                                 |                                 |                                 |  |
|  |                    |                    | 2                  | Monclova | 4 |                      |                      |                      |   |  |                       |                       |                       |   |  |                                 |                                 |                                 |  |
|  |                    |                    |                    |          |   |                      |                      |                      |   |  |                       |                       |                       |   |  |                                 |                                 |                                 |  |
|  |                    |                    |                    |          |   |                      |                      |                      |   |  |                       |                       |                       |   |  |                                 |                                 |                                 |  |
|  |                    |                    |                    |          |   |                      | 2                    | Monclova             | 4 |  |                       |                       |                       |   |  |                                 |                                 |                                 |  |
|  | Zona Norte         |                    |                    |          |   |                      | 2                    | Monclova             | 4 |  |                       |                       |                       |   |  |                                 |                                 |                                 |  |
|  |                    |                    | 1                  | Tijuana  | 3 |                      |                      |                      |   |  |                       |                       |                       |   |  |                                 |                                 |                                 |  |
|  |                    |                    | 1                  | Tijuana  | 3 |                      |                      |                      |   |  |                       |                       |                       |   |  |                                 |                                 |                                 |  |
|  |                    |                    |                    |          |   |                      |                      |                      |   |  |                       |                       |                       |   |  |                                 |                                 |                                 |  |
|  |                    |                    |                    |          |   |                      |                      |                      |   |  |                       |                       |                       |   |  |                                 |                                 |                                 |  |
|  |                    | 4                  | Saltillo           | 2        |   |                      |                      |                      |   |  |                       |                       |                       |   |  |                                 |                                 |                                 |  |
|  |                    |                    |                    | 2        |   |                      |                      |                      |   |  |                       |                       |                       |   |  |                                 |                                 |                                 |  |
|  |                    |                    | 1                  | Tijuana  | 4 |                      |                      |                      |   |  |                       |                       |                       |   |  |                                 |                                 |                                 |  |
|  |                    |                    | 1                  | Tijuana  | 4 |                      |                      |                      |   |  |                       |                       |                       |   |  |                                 |                                 |                                 |  |
|  |                    |                    |                    |          |   |                      |                      |                      |   |  |                       |                       |                       |   |  |                                 |                                 |                                 |  |
|  |                    |                    |                    |          |   |                      |                      |                      |   |  |                       |                       |                       |   |  |                                 |                                 |                                 |  |
|  |                    |                    |                    |          |   |                      |                      |                      |   |  |                       | 2                     | Monclova              | 4 |  |                                 |                                 |                                 |  |
|  |                    |                    |                    |          |   |                      |                      |                      |   |  |                       |                       |                       | 4 |  |                                 |                                 |                                 |  |
|  |                    |                    | 3                  | Yucatán  | 3 |                      |                      |                      |   |  |                       |                       |                       |   |  |                                 |                                 |                                 |  |
|  |                    |                    | 3                  | Yucatán  | 3 |                      |                      |                      |   |  |                       |                       |                       |   |  |                                 |                                 |                                 |  |
|  |                    |                    |                    |          |   |                      |                      |                      |   |  |                       |                       |                       |   |  |                                 |                                 |                                 |  |
|  |                    |                    |                    |          |   |                      |                      |                      |   |  |                       |                       |                       |   |  |                                 |                                 |                                 |  |
|  |                    | 3                  | Yucatán            | 4        |   |                      |                      |                      |   |  |                       |                       |                       |   |  |                                 |                                 |                                 |  |
|  |                    |                    |                    | 4        |   |                      |                      |                      |   |  |                       |                       |                       |   |  |                                 |                                 |                                 |  |
|  |                    |                    | 2                  | Oaxaca   | 1 |                      |                      |                      |   |  |                       |                       |                       |   |  |                                 |                                 |                                 |  |
|  |                    |                    | 2                  | Oaxaca   | 1 |                      |                      |                      |   |  |                       |                       |                       |   |  |                                 |                                 |                                 |  |
|  |                    |                    |                    |          |   |                      |                      |                      |   |  |                       |                       |                       |   |  |                                 |                                 |                                 |  |
|  |                    |                    |                    |          |   |                      |                      |                      |   |  |                       |                       |                       |   |  |                                 |                                 |                                 |  |
|  |                    |                    |                    |          |   |                      | 3                    | Yucatán              | 4 |  |                       |                       |                       |   |  |                                 |                                 |                                 |  |
|  | Zona Sur           |                    |                    |          |   |                      | 3                    | Yucatán              | 4 |  |                       |                       |                       |   |  |                                 |                                 |                                 |  |
|  |                    |                    | 1                  | México   | 0 |                      |                      |                      |   |  |                       |                       |                       |   |  |                                 |                                 |                                 |  |
|  |                    |                    | 1                  | México   | 0 |                      |                      |                      |   |  |                       |                       |                       |   |  |                                 |                                 |                                 |  |
|  |                    |                    |                    |          |   |                      |                      |                      |   |  |                       |                       |                       |   |  |                                 |                                 |                                 |  |
|  |                    |                    |                    |          |   |                      |                      |                      |   |  |                       |                       |                       |   |  |                                 |                                 |                                 |  |
|  |                    | 4                  | Quintana Roo       | 3        |   |                      |                      |                      |   |  |                       |                       |                       |   |  |                                 |                                 |                                 |  |
|  |                    |                    |                    | 3        |   |                      |                      |                      |   |  |                       |                       |                       |   |  |                                 |                                 |                                 |  |
|  |                    |                    | 1                  | México   | 4 |                      |                      |                      |   |  |                       |                       |                       |   |  |                                 |                                 |                                 |  |
|  |                    |                    | 1                  | México   | 4 |                      |                      |                      |   |  |                       |                       |                       |   |  |                                 |                                 |                                 |  |
|  |                    |                    |                    |          |   |                      |                      |                      |   |  |                       |                       |                       |   |  |                                 |                                 |                                 |  |
|  |                    |                    |                    |          |   |                      |                      |                      |   |  |                       |                       |                       |   |  |                                 |                                 |                                 |  |
|  |                    |                    |                    |          |   |                      |                      |                      |   |  |                       |                       |                       |   |  |                                 |                                 |                                 |  |
|  |                    |                    |                    |          |   |                      |                      |                      |   |  |                       |                       |                       |   |  |                                 |                                 |                                 |  |

|                                                                        |
| Campeón de la Liga Mexicana de Béisbol Acereros de Monclova 1.º título |

### Juego de comodines
No hubo Juego de comodines.

### Primer Playoff
| Equipo                                                                                      | 1 | 2 | 3 | 4 | 5 | 6 | 7 | 8 | 9 | C | H | E |
| ------------------------------------------------------------------------------------------- | - | - | - | - | - | - | - | - | - | - | - | - |
| Saltillo                                                                                    | 0 | 2 | 0 | 0 | 0 | 0 | 0 | 0 | 0 | 2 | 5 | 0 |
| Tijuana                                                                                     | 0 | 0 | 0 | 3 | 0 | 0 | 0 | 1 | X | 4 | 8 | 2 |
| G: James Russell (1-0, 3.00) P: Félix Doubront (0-1, 3.86) SV: Casey Coleman (1)            |   |   |   |   |   |   |   |   |   |   |   |   |
| HR: SAL - J. Hernández (1); TIJ - J. Lake (1), R. Álvarez (1), J. Valdez (1). ASIST: 13,794 |   |   |   |   |   |   |   |   |   |   |   |   |

| Equipo                                                                            | 1 | 2 | 3 | 4 | 5 | 6 | 7 | 8 | 9 | C | H | E |
| --------------------------------------------------------------------------------- | - | - | - | - | - | - | - | - | - | - | - | - |
| Saltillo                                                                          | 0 | 0 | 0 | 0 | 0 | 0 | 0 | 1 | 0 | 1 | 8 | 0 |
| Tijuana                                                                           | 0 | 0 | 0 | 0 | 1 | 0 | 2 | 0 | X | 3 | 8 | 0 |
| G: Orlando Lara (1-0, 0.00) P: Jonathan Sánchez (0-1, 3.86) SV: Casey Coleman (2) |   |   |   |   |   |   |   |   |   |   |   |   |
| HR: SAL - J. Pérez (1); TIJ - L. Castro (1). ASIST: 15,017                        |   |   |   |   |   |   |   |   |   |   |   |   |

| Equipo                                                                     | 1 | 2 | 3 | 4 | 5 | 6 | 7 | 8 | 9 | C | H | E |
| -------------------------------------------------------------------------- | - | - | - | - | - | - | - | - | - | - | - | - |
| Tijuana                                                                    | 0 | 0 | 0 | 0 | 0 | 0 | 0 | 0 | 0 | 0 | 7 | 0 |
| Saltillo                                                                   | 0 | 0 | 0 | 0 | 0 | 0 | 0 | 0 | 1 | 1 | 7 | 0 |
| G: Rafael Martin (1-0, 0.00) P: Brennan Bernardino (0-1, 7.71) SV: No hubo |   |   |   |   |   |   |   |   |   |   |   |   |
| HR: SAL - H. Urrutia (1). ASIST: 14,050                                    |   |   |   |   |   |   |   |   |   |   |   |   |

| Equipo                                                                     | 1 | 2 | 3 | 4 | 5 | 6 | 7 | 8 | 9 | C  | H  | E |
| -------------------------------------------------------------------------- | - | - | - | - | - | - | - | - | - | -- | -- | - |
| Tijuana                                                                    | 1 | 1 | 1 | 6 | 2 | 0 | 0 | 1 | 5 | 17 | 20 | 0 |
| Saltillo                                                                   | 1 | 2 | 0 | 3 | 3 | 0 | 0 | 0 | 0 | 9  | 12 | 5 |
| G: Carlos Hernández (1-0, 16,20) P: Héctor Ambriz (0-1, 10.80) SV: No hubo |   |   |   |   |   |   |   |   |   |    |    |   |
| HR: TIJ - J. Lake (2), G. Gutiérrez (1), J. Salazar (1). ASIST: 13,920     |   |   |   |   |   |   |   |   |   |    |    |   |

| Equipo                                                                | 1 | 2 | 3 | 4 | 5 | 6 | 7 | 8 | 9 | C | H  | E |
| --------------------------------------------------------------------- | - | - | - | - | - | - | - | - | - | - | -- | - |
| Tijuana                                                               | 0 | 0 | 0 | 0 | 0 | 0 | 0 | 0 | 0 | 0 | 8  | 0 |
| Saltillo                                                              | 1 | 0 | 2 | 0 | 2 | 0 | 0 | 0 | X | 5 | 10 | 1 |
| G: Félix Doubront (1-1, 1.84) P: James Rusell (1-1, 6.10) SV: No hubo |   |   |   |   |   |   |   |   |   |   |    |   |
| HR: SAL - J. Pérez (1), J. Hernández (1). ASIST: 8,570                |   |   |   |   |   |   |   |   |   |   |    |   |

| Equipo                                                                                  | 1 | 2 | 3 | 4 | 5 | 6 | 7 | 8 | 9 | C | H  | E |
| --------------------------------------------------------------------------------------- | - | - | - | - | - | - | - | - | - | - | -- | - |
| Saltillo                                                                                | 0 | 0 | 0 | 4 | 0 | 0 | 0 | 0 | 0 | 4 | 10 | 1 |
| Tijuana                                                                                 | 0 | 0 | 0 | 1 | 5 | 0 | 0 | 0 | X | 6 | 12 | 0 |
| G: Brennan Bernardino (1-1, 4.15) P: Jonathan Sánchez (0-2, 6.94) SV: Casey Coleman (3) |   |   |   |   |   |   |   |   |   |   |    |   |
| HR: SAL - H. Urrutia (1). ASIST: 13,898                                                 |   |   |   |   |   |   |   |   |   |   |    |   |

| Equipo                                                                                    | 1 | 2 | 3 | 4 | 5 | 6 | 7 | 8 | 9 | C  | H  | E |
| ----------------------------------------------------------------------------------------- | - | - | - | - | - | - | - | - | - | -- | -- | - |
| Monterrey                                                                                 | 3 | 1 | 0 | 0 | 0 | 0 | 6 | 0 | 2 | 12 | 15 | 0 |
| Monclova                                                                                  | 1 | 0 | 2 | 0 | 0 | 0 | 0 | 0 | 0 | 3  | 11 | 1 |
| G: César Vargas (1-0, 5.40) P: Daniel Rodríguez (0-1, 7.20) SV: No hubo                   |   |   |   |   |   |   |   |   |   |    |    |   |
| HR: MTY - Y. Navarro (1), F. Pérez (1), A. Zazueta (1); MVA - C. Carter (1). ASIST: 8,500 |   |   |   |   |   |   |   |   |   |    |    |   |

| Equipo                                                                                    | 1 | 2 | 3 | 4 | 5 | 6 | 7 | 8 | 9 | C | H | E |
| ----------------------------------------------------------------------------------------- | - | - | - | - | - | - | - | - | - | - | - | - |
| Monterrey                                                                                 | 0 | 0 | 0 | 0 | 0 | 0 | 1 | 0 | 0 | 1 | 7 | 1 |
| Monclova                                                                                  | 0 | 0 | 0 | 0 | 1 | 0 | 0 | 3 | X | 4 | 3 | 0 |
| G: Al Alburquerque (1-0, 4.50) P: Alberto Baldonado (0-1, 0.00) SV: Carlos Bustamante (1) |   |   |   |   |   |   |   |   |   |   |   |   |
| HR: MTY - R. Peña (1); MVA - R. Rodríguez (1). ASIST: 8,107                               |   |   |   |   |   |   |   |   |   |   |   |   |

| Equipo                                                                                                  | 1 | 2 | 3 | 4 | 5 | 6 | 7 | 8 | 9 | C | H  | E |
| --- | - | - | - | - | - | - | - | - | - | - | -- | - |
| Monclova                                                                                                | 2 | 0 | 0 | 0 | 0 | 0 | 0 | 0 | 0 | 2 | 6  | 0 |
| Monterrey                                                                                               | 0 | 3 | 2 | 1 | 0 | 0 | 1 | 0 | 0 | 7 | 10 | 1 |
| G: Marco Tovar (1-0, 3.60) P: José Quintana (0-1, 16.88) SV: No hubo                                    |   |   |   |   |   |   |   |   |   |   |    |   |
| HR: MVA - C. Carter (1); MTY - A. Zazueta (1), R. Peña (1), Y. Navarro (1), A. Solis (1). ASIST: 16,923 |   |   |   |   |   |   |   |   |   |   |    |   |

| Equipo | 1 | 2 | 3 | 4 | 5 | 6 | 7 | 8 | 9 | C  | H  | E |
| --- | - | - | - | - | - | - | - | - | - | -- | -- | - |
| Monclova                                                                                                  | 3 | 2 | 1 | 0 | 1 | 0 | 2 | 0 | 1 | 10 | 13 | 0 |
| Monterrey                                                                                                 | 1 | 0 | 0 | 1 | 0 | 2 | 0 | 0 | 1 | 5  | 10 | 0 |
| G: Daniel Rodríguez (1-0, 7.20) P: Édgar González (0-1, 33.75) SV: No hubo                                |   |   |   |   |   |   |   |   |   |    |    |   |
| HR: MVA - B. Maxwell (1), N. Perio (1), C. Carter (2); MTY - C. Roberson (1), F. Pérez (1). ASIST: 18,620 |   |   |   |   |   |   |   |   |   |    |    |   |

| Equipo                                                                       | 1 | 2 | 3 | 4 | 5 | 6 | 7 | 8 | 9 | C | H  | E |
| ---------------------------------------------------------------------------- | - | - | - | - | - | - | - | - | - | - | -- | - |
| Monclova                                                                     | 1 | 0 | 0 | 1 | 1 | 1 | 0 | 0 | 0 | 4 | 8  | 1 |
| Monterrey                                                                    | 3 | 0 | 0 | 0 | 0 | 0 | 1 | 0 | 1 | 5 | 13 | 1 |
| G: Wirfin Obispo (1-0, 0.00) P: Carlos Bustamante (0-1, 6.75) SV: No hubo    |   |   |   |   |   |   |   |   |   |   |    |   |
| HR: MVA - F. Peguero (1), J. Vargas (1); MTY - V. Mendoza (1). ASIST: 12,767 |   |   |   |   |   |   |   |   |   |   |    |   |

| Equipo                                                                 | 1 | 2 | 3 | 4 | 5 | 6 | 7 | 8 | 9 | C  | H  | E |
| ---------------------------------------------------------------------- | - | - | - | - | - | - | - | - | - | -- | -- | - |
| Monterrey                                                              | 0 | 0 | 1 | 0 | 0 | 0 | 0 | 0 | 0 | 1  | 10 | 0 |
| Monclova                                                               | 5 | 0 | 2 | 2 | 0 | 0 | 1 | 0 | X | 10 | 11 | 0 |
| G: - Conor Harber (1-0, 0.69) P: Logan Darnell (0-1, 9.00) SV: No hubo |   |   |   |   |   |   |   |   |   |    |    |   |
| HR: MVA - E. Aybar (1), F. Peguero (2). ASIST: 8,500                   |   |   |   |   |   |   |   |   |   |    |    |   |

| Equipo                                                                            | 1 | 2 | 3 | 4 | 5 | 6 | 7 | 8 | 9 | C | H | E |
| --------------------------------------------------------------------------------- | - | - | - | - | - | - | - | - | - | - | - | - |
| Monterrey                                                                         | 0 | 0 | 0 | 0 | 0 | 0 | 0 | 2 | 0 | 2 | 7 | 0 |
| Monclova                                                                          | 0 | 1 | 1 | 0 | 3 | 0 | 0 | 0 | X | 5 | 6 | 0 |
| G: Adam Quintana (1-0, 5.19) P: Marco Tovar (1-1, 4.70) SV: Carlos Bustamante (2) |   |   |   |   |   |   |   |   |   |   |   |   |
| HR: MVA - C. Carter (2), R. Rodríguez (1). ASIST: 8,500                           |   |   |   |   |   |   |   |   |   |   |   |   |

| Equipo                                                           | 1 | 2 | 3 | 4 | 5 | 6 | 7 | 8 | 9 | C  | H  | E |
| ---------------------------------------------------------------- | - | - | - | - | - | - | - | - | - | -- | -- | - |
| Quintana Roo                                                     | 0 | 0 | 1 | 0 | 0 | 2 | 2 | 1 | 0 | 6  | 12 | 1 |
| México                                                           | 0 | 0 | 1 | 1 | 0 | 3 | 6 | 0 | X | 11 | 18 | 1 |
| G: Arquímedes (1-0, 0.00) P: Raúl Barrón (0-1, -.--) SV: No hubo |   |   |   |   |   |   |   |   |   |    |    |   |
| HR: TIG - M. Orduno (1); MEX J. Amador (1). ASIST: 13,294        |   |   |   |   |   |   |   |   |   |    |    |   |

| Equipo                                                                                         | 1 | 2 | 3 | 4 | 5 | 6 | 7 | 8 | 9 | C  | H  | E |
| ---------------------------------------------------------------------------------------------- | - | - | - | - | - | - | - | - | - | -- | -- | - |
| Quintana Roo                                                                                   | 0 | 0 | 4 | 0 | 1 | 0 | 2 | 0 | 1 | 8  | 16 | 4 |
| México                                                                                         | 0 | 1 | 0 | 8 | 0 | 3 | 3 | 0 | X | 15 | 18 | 0 |
| G: Fabián Cota (1-0, 0.00) P: Henderson Álvarez (0-1, 19.64) SV: No hubo                       |   |   |   |   |   |   |   |   |   |    |    |   |
| HR: TIG - R. Rodríguez (1), E. Aguilera (1), Y. Guerra (1); MEX - J. Amador (2). ASIST: 16,325 |   |   |   |   |   |   |   |   |   |    |    |   |

| Equipo                                                                     | 1 | 2 | 3 | 4 | 5 | 6 | 7 | 8 | 9 | C | H | E |
| -------------------------------------------------------------------------- | - | - | - | - | - | - | - | - | - | - | - | - |
| México                                                                     | 0 | 1 | 0 | 0 | 0 | 0 | 0 | 0 | 0 | 1 | 5 | 0 |
| Quintana Roo                                                               | 0 | 1 | 0 | 1 | 4 | 0 | 0 | 0 | 0 | 6 | 7 | 1 |
| G: Wilfredo Boscán (1-0, 1.35) P: Patrick Johnson (0-1, 12.46) SV: No hubo |   |   |   |   |   |   |   |   |   |   |   |   |
| HR: TIG - Y. Linares (1), B. Hernández (1). ASIST: 7,457                   |   |   |   |   |   |   |   |   |   |   |   |   |

| Equipo                                                             | 1 | 2 | 3 | 4 | 5 | 6 | 7 | 8 | 9 | 10 | 11 | C | H | E |
| ------------------------------------------------------------------ | - | - | - | - | - | - | - | - | - | -- | -- | - | - | - |
| México                                                             | 0 | 0 | 0 | 0 | 0 | 0 | 0 | 0 | 0 | 0  | 0  | 0 | 4 | 0 |
| Quintana Roo                                                       | 0 | 0 | 0 | 0 | 0 | 0 | 0 | 0 | 0 | 0  | 1  | 1 | 6 | 1 |
| G: Juan Noriega (1-0, 0.00) P: Grant Sides (0-1, 3.38) SV: No hubo |   |   |   |   |   |   |   |   |   |    |    |   |   |   |
| HR: No hubo. ASIST: 8,511                                          |   |   |   |   |   |   |   |   |   |    |    |   |   |   |

| Equipo                                                                       | 1 | 2 | 3 | 4 | 5 | 6 | 7 | 8 | 9 | C | H | E |
| ---------------------------------------------------------------------------- | - | - | - | - | - | - | - | - | - | - | - | - |
| México                                                                       | 0 | 1 | 0 | 0 | 0 | 0 | 0 | 0 | 0 | 1 | 7 | 0 |
| Quintana Roo                                                                 | 2 | 0 | 0 | 0 | 0 | 0 | 1 | 0 | X | 3 | 8 | 0 |
| G: Henderson Álvarez (1-1, 9.35) P: Matt Gage (0-1, 4.63) SV: Juan Ramón (1) |   |   |   |   |   |   |   |   |   |   |   |   |
| HR: TIG - R. Rodríguez (1). ASIST: 6,193                                     |   |   |   |   |   |   |   |   |   |   |   |   |

| Equipo                                                                  | 1 | 2 | 3 | 4 | 5 | 6 | 7 | 8 | 9 | C | H  | E |
| ----------------------------------------------------------------------- | - | - | - | - | - | - | - | - | - | - | -- | - |
| Quintana Roo                                                            | 2 | 2 | 0 | 0 | 0 | 0 | 0 | 0 | 0 | 4 | 11 | 2 |
| México                                                                  | 0 | 0 | 1 | 0 | 0 | 0 | 0 | 0 | 4 | 5 | 8  | 1 |
| G: Nathanael Santiago (1-0, 6.00) P: Juan Ramón (0-1, 3.86) SV: No hubo |   |   |   |   |   |   |   |   |   |   |    |   |
| HR: TIG - R. Rodríguez (1). ASIST: 16,827                               |   |   |   |   |   |   |   |   |   |   |    |   |

| Equipo                                                                       | 1 | 2 | 3 | 4 | 5 | 6 | 7 | 8 | 9 | C  | H  | E |
| ---------------------------------------------------------------------------- | - | - | - | - | - | - | - | - | - | -- | -- | - |
| Quintana Roo                                                                 | 0 | 2 | 0 | 1 | 3 | 1 | 0 | 0 | 4 | 11 | 15 | 1 |
| México                                                                       | 2 | 1 | 1 | 0 | 1 | 0 | 8 | 0 | X | 13 | 17 | 1 |
| G: Arquímedes (2-0, 4.50) P: Luis Rodríguez (0-1, 16.62) SV: Grant Sides (1) |   |   |   |   |   |   |   |   |   |    |    |   |
| HR: TIG - A. Robles (1). ASIST: 18,965                                       |   |   |   |   |   |   |   |   |   |    |    |   |

| Equipo                                                                             | 1 | 2 | 3 | 4 | 5 | 6 | 7 | 8 | 9 | C | H | E |
| ---------------------------------------------------------------------------------- | - | - | - | - | - | - | - | - | - | - | - | - |
| Yucatán                                                                            | 0 | 0 | 0 | 0 | 1 | 1 | 0 | 0 | 4 | 6 | 9 | 0 |
| Oaxaca                                                                             | 4 | 0 | 0 | 1 | 0 | 0 | 0 | 0 | 0 | 5 | 9 | 1 |
| G: Enrique Burgos (1-0, 0.00) P: Miguel Socolovich (0-1, 27.00) SV: Josh Lueke (1) |   |   |   |   |   |   |   |   |   |   |   |   |
| HR: YUC - X. Scruggs (1); OAX - O. Piña (1). ASIST: 5,008                          |   |   |   |   |   |   |   |   |   |   |   |   |

| Equipo                                                                 | 1 | 2 | 3 | 4 | 5 | 6 | 7 | 8 | 9 | C | H  | E |
| ---------------------------------------------------------------------- | - | - | - | - | - | - | - | - | - | - | -- | - |
| Yucatán                                                                | 1 | 0 | 3 | 0 | 0 | 0 | 0 | 0 | 3 | 7 | 11 | 0 |
| Oaxaca                                                                 | 0 | 0 | 0 | 0 | 0 | 0 | 0 | 0 | 0 | 0 | 2  | 1 |
| G: Yoanner Negrín (1-0, 0.00) P: Ryan Kussmaul (0-1, 5.14) SV: No hubo |   |   |   |   |   |   |   |   |   |   |    |   |
| HR: YUC - L. Heras (1), S. Valle (1). ASIST: 5,054                     |   |   |   |   |   |   |   |   |   |   |    |   |

| Equipo                                                                 | 1 | 2 | 3 | 4 | 5 | 6 | 7 | 8 | 9 | C | H  | E |
| ---------------------------------------------------------------------- | - | - | - | - | - | - | - | - | - | - | -- | - |
| Oaxaca                                                                 | 1 | 0 | 1 | 0 | 4 | 0 | 0 | 0 | 0 | 6 | 12 | 0 |
| Yucatán                                                                | 1 | 0 | 1 | 0 | 0 | 0 | 0 | 0 | 0 | 2 | 4  | 0 |
| G: Andrés Meza (1-0, 3.60) P: Dustin Crenshaw (0-1, 11.57) SV: No hubo |   |   |   |   |   |   |   |   |   |   |    |   |
| HR: OAX - J. Ornelas (1); YUC - A. Liddi (1). ASIST: 9,876             |   |   |   |   |   |   |   |   |   |   |    |   |

| Equipo                                                                  | 1 | 2 | 3 | 4 | 5 | 6 | 7 | 8 | 9 | C | H | E |
| ----------------------------------------------------------------------- | - | - | - | - | - | - | - | - | - | - | - | - |
| Oaxaca                                                                  | 1 | 0 | 1 | 0 | 2 | 0 | 0 | 0 | 0 | 4 | 7 | 1 |
| Yucatán                                                                 | 0 | 0 | 0 | 1 | 2 | 0 | 0 | 0 | 2 | 5 | 8 | 0 |
| G: Josh Lueke (1-0, 0.00) P: Miguel Socolovich (0-2, 11.25) SV: No hubo |   |   |   |   |   |   |   |   |   |   |   |   |
| HR: OAX - A. Harris (2); YUC - L. Juárez (1) ASIST: 9,228               |   |   |   |   |   |   |   |   |   |   |   |   |

| Equipo                                                                     | 1 | 2 | 3 | 4 | 5 | 6 | 7 | 8 | 9 | C | H | E |
| -------------------------------------------------------------------------- | - | - | - | - | - | - | - | - | - | - | - | - |
| Oaxaca                                                                     | 0 | 0 | 0 | 1 | 0 | 0 | 0 | 0 | 0 | 1 | 3 | 1 |
| Yucatán                                                                    | 2 | 1 | 0 | 0 | 0 | 0 | 0 | 0 | X | 3 | 7 | 0 |
| G: César Valdez (1-0, 3.86) P: Alex Delgado (0-1, 3.29) SV: Josh Lueke (2) |   |   |   |   |   |   |   |   |   |   |   |   |
| HR: No hubo. ASIST: 9,482                                                  |   |   |   |   |   |   |   |   |   |   |   |   |

### Series de Campeonato
| Equipo                                                                   | 1 | 2 | 3 | 4 | 5 | 6 | 7 | 8 | 9 | C | H  | E |
| ------------------------------------------------------------------------ | - | - | - | - | - | - | - | - | - | - | -- | - |
| Monclova                                                                 | 0 | 0 | 0 | 0 | 0 | 0 | 0 | 0 | 0 | 0 | 7  | 0 |
| Tijuana                                                                  | 0 | 2 | 0 | 0 | 0 | 0 | 2 | 0 | X | 4 | 10 | 0 |
| G: James Russell (1-0, 0.00) P: Daniel Rodríguez (0-1, 9.00) SV: No hubo |   |   |   |   |   |   |   |   |   |   |    |   |
| HR: No hubo. ASIST: 16,014                                               |   |   |   |   |   |   |   |   |   |   |    |   |

| Equipo                                                                             | 1 | 2 | 3 | 4 | 5 | 6 | 7 | 8 | 9 | C | H | E |
| ---------------------------------------------------------------------------------- | - | - | - | - | - | - | - | - | - | - | - | - |
| Monclova                                                                           | 0 | 0 | 0 | 0 | 0 | 0 | 1 | 0 | 0 | 1 | 5 | 1 |
| Tijuana                                                                            | 0 | 0 | 0 | 0 | 0 | 5 | 0 | 0 | X | 5 | 6 | 1 |
| G: Horacio Ramírez (1-0, 0.00) P: Geno Encina (0-1, 7.94) SV: Carlos Hernández (1) |   |   |   |   |   |   |   |   |   |   |   |   |
| HR: TIJ - J. Valdez (1). ASIST: 16,036                                             |   |   |   |   |   |   |   |   |   |   |   |   |

| Equipo                                                                | 1 | 2 | 3 | 4 | 5 | 6 | 7 | 8 | 9 | C  | H  | E |
| --------------------------------------------------------------------- | - | - | - | - | - | - | - | - | - | -- | -- | - |
| Tijuana                                                               | 0 | 0 | 1 | 0 | 3 | 0 | 1 | 0 | 0 | 5  | 15 | 1 |
| Monclova                                                              | 2 | 7 | 0 | 0 | 0 | 0 | 2 | 0 | X | 11 | 12 | 0 |
| G: Spencer Jones (1-0, 0.00) P: Orlando Lara (0-1, 47.25) SV: No hubo |   |   |   |   |   |   |   |   |   |    |    |   |
| HR: MVA - J. Vargas (1), E. Young Jr (1). ASIST: 8,500                |   |   |   |   |   |   |   |   |   |    |    |   |

| Equipo                                                                               | 1 | 2 | 3 | 4 | 5 | 6 | 7 | 8 | 9 | C | H | E |
| ------------------------------------------------------------------------------------ | - | - | - | - | - | - | - | - | - | - | - | - |
| Tijuana                                                                              | 0 | 1 | 1 | 0 | 1 | 0 | 0 | 0 | 0 | 3 | 9 | 0 |
| Monclova                                                                             | 0 | 3 | 0 | 0 | 0 | 0 | 0 | 1 | X | 4 | 7 | 0 |
| G: Al Alburquerque (1-0, 0.00) P: Jesús Pirela (0-1, 6.75) SV: Carlos Bustamante (1) |   |   |   |   |   |   |   |   |   |   |   |   |
| HR: MVA - J. Vargas (1), E. Aybar (1), José Amador (1). ASIST: 8,500                 |   |   |   |   |   |   |   |   |   |   |   |   |

| Equipo                                                              | 1 | 2 | 3 | 4 | 5 | 6 | 7 | 8 | 9 | C | H  | E |
| ------------------------------------------------------------------- | - | - | - | - | - | - | - | - | - | - | -- | - |
| Tijuana                                                             | 0 | 0 | 1 | 0 | 1 | 0 | 0 | 0 | 0 | 2 | 10 | 1 |
| Monclova                                                            | 4 | 0 | 2 | 0 | 1 | 0 | 0 | 0 | X | 7 | 11 | 1 |
| G: Wilmer Ríos (1-0, 1.93) P: James Russell (1-1, 5.40) SV: No hubo |   |   |   |   |   |   |   |   |   |   |    |   |
| HR: MVA - B. Maxwell (2). ASIST: 8,500                              |   |   |   |   |   |   |   |   |   |   |    |   |

| Equipo                                                                         | 1 | 2 | 3 | 4 | 5 | 6 | 7 | 8 | 9 | C | H  | E |
| ------------------------------------------------------------------------------ | - | - | - | - | - | - | - | - | - | - | -- | - |
| Monclova                                                                       | 0 | 0 | 0 | 2 | 0 | 0 | 0 | 0 | 2 | 4 | 11 | 1 |
| Tijuana                                                                        | 0 | 2 | 0 | 1 | 0 | 0 | 2 | 0 | X | 5 | 10 | 0 |
| G: Carlos Hernández (1-0, 0.00) P: Geno Encina (0-2, 7.71) SV: Aaron Kurcz (1) |   |   |   |   |   |   |   |   |   |   |    |   |
| HR: MVA - C. Carter (1); TIJ - Y. Asencio (1). ASIST: 16,973                   |   |   |   |   |   |   |   |   |   |   |    |   |

| Equipo                                                                             | 1 | 2 | 3 | 4 | 5 | 6 | 7 | 8 | 9 | C | H | E |
| ---------------------------------------------------------------------------------- | - | - | - | - | - | - | - | - | - | - | - | - |
| Monclova                                                                           | 0 | 0 | 0 | 3 | 0 | 0 | 0 | 0 | 0 | 3 | 6 | 1 |
| Tijuana                                                                            | 0 | 0 | 0 | 0 | 0 | 0 | 0 | 0 | 0 | 0 | 2 | 0 |
| G: Conor Harber (1-0, 3.18) P: James Russell (1-2, 6.30) SV: Carlos Bustamante (2) |   |   |   |   |   |   |   |   |   |   |   |   |
| HR: MVA - F. Peguero (1). ASIST: 17,126                                            |   |   |   |   |   |   |   |   |   |   |   |   |

| Equipo                                                             | 1 | 2 | 3 | 4 | 5 | 6 | 7 | 8 | 9 | C | H | E |
| ------------------------------------------------------------------ | - | - | - | - | - | - | - | - | - | - | - | - |
| Yucatán                                                            | 1 | 1 | 0 | 0 | 1 | 0 | 2 | 0 | 1 | 6 | 7 | 0 |
| México                                                             | 0 | 0 | 1 | 0 | 0 | 0 | 0 | 0 | 2 | 3 | 7 | 1 |
| G: Yoanner Negrín (1-0, 1.29) P: Matt Gage (0-1, 3.00) SV: No hubo |   |   |   |   |   |   |   |   |   |   |   |   |
| HR: YUC- J. Jones (2), Luis Juárez (1). ASIST: 16,321              |   |   |   |   |   |   |   |   |   |   |   |   |

| Equipo                                                                                            | 1 | 2 | 3 | 4 | 5 | 6 | 7 | 8 | 9 | C  | H  | E |
| ------------------------------------------------------------------------------------------------- | - | - | - | - | - | - | - | - | - | -- | -- | - |
| Yucatán                                                                                           | 2 | 1 | 9 | 1 | 0 | 0 | 1 | 0 | 0 | 14 | 18 | 1 |
| México                                                                                            | 0 | 3 | 0 | 0 | 0 | 0 | 1 | 0 | 0 | 4  | 12 | 3 |
| G: César Valdez (1-0, 5.40) P: David Reyes (0-1, 27.00) SV: No hubo                               |   |   |   |   |   |   |   |   |   |    |    |   |
| HR: YUC - A. Liddi (1), L. Juárez (1), S. Valle (1), L. Heras (1) y X. Scruggs (1). ASIST: 15,745 |   |   |   |   |   |   |   |   |   |    |    |   |

| Equipo                                                                        | 1 | 2 | 3 | 4 | 5 | 6 | 7 | 8 | 9 | C | H  | E |
| ----------------------------------------------------------------------------- | - | - | - | - | - | - | - | - | - | - | -- | - |
| México                                                                        | 2 | 0 | 0 | 0 | 0 | 0 | 3 | 0 | 0 | 5 | 15 | 2 |
| Yucatán                                                                       | 0 | 1 | 2 | 0 | 2 | 2 | 0 | 0 | X | 7 | 8  | 1 |
| G: Dustin Crenshaw (1-0, 3.18) P: Arturo López (0-1, 6.75) SV: Josh Leuke (1) |   |   |   |   |   |   |   |   |   |   |    |   |
| HR: YUC - Luis Juárez (1), J. Flores (1). ASIST: 14,917                       |   |   |   |   |   |   |   |   |   |   |    |   |

| Equipo                                                                         | 1 | 2 | 3 | 4 | 5 | 6 | 7 | 8 | 9 | C | H | E |
| ------------------------------------------------------------------------------ | - | - | - | - | - | - | - | - | - | - | - | - |
| México                                                                         | 0 | 1 | 0 | 0 | 0 | 0 | 0 | 0 | 0 | 1 | 4 | 0 |
| Yucatán                                                                        | 2 | 2 | 0 | 0 | 0 | 0 | 0 | 0 | X | 4 | 8 | 0 |
| G: José Samayoa (1-0, 1.42) P: Patrick Johnson (0-1, 21.60) SV: Josh Leuke (2) |   |   |   |   |   |   |   |   |   |   |   |   |
| HR: YUC - A. Liddi (1). ASIST: 14,917                                          |   |   |   |   |   |   |   |   |   |   |   |   |

### Serie del Rey
Los Acereros de Monclova conquistaron su primer título en la Liga Mexicana de Béisbol después de 45 años de historia y alzaron la Copa Zaachila, al vencer a los Leones de Yucatán en una Serie del Rey que se extendió a 7 juegos, donde el juego definitivo fue a favor de Monclova 9 a 5.
El trofeo de Jugador Más Valioso fue para Noah Perio, quien en la Serie del Rey tuvo 3 Home runs, dos de ellos en los juegos 6 y 7 para empatar el marcador, 7 carreras producidas, además bateó para .440 en siete juegos y lució a la defensiva en el jardín derecho.

##### Yucatánvs.Monclova

###### Juego 1
24 de septiembre de 2019; Estadio Monclova, Monclova, Coahuila.
| Equipo                                                                                      | 1 | 2 | 3 | 4 | 5 | 6 | 7 | 8 | 9 | C | H  | E |
| ------------------------------------------------------------------------------------------- | - | - | - | - | - | - | - | - | - | - | -- | - |
| Yucatán                                                                                     | 0 | 1 | 1 | 0 | 0 | 0 | 1 | 2 | 0 | 5 | 14 | 0 |
| Monclova                                                                                    | 0 | 0 | 0 | 0 | 3 | 0 | 1 | 0 | 0 | 4 | 5  | 0 |
| G: César Valdez (1-0, 5.14) P: Al Alburquerque (0-1, 18.00) SV: Josh Lueke (1)              |   |   |   |   |   |   |   |   |   |   |    |   |
| HR: YUC - J. Jones (1); MVA - José Amador (1), E. Young Jr. (1), N. Perio (1). ASIST: 8,500 |   |   |   |   |   |   |   |   |   |   |    |   |

Yucatán lidera la serie 1-0

###### Juego 2
25 de septiembre de 2019; Estadio Monclova, Monclova, Coahuila.
| Equipo                                                                               | 1 | 2 | 3 | 4 | 5 | 6 | 7 | 8 | 9 | C | H  | E |
| ------------------------------------------------------------------------------------ | - | - | - | - | - | - | - | - | - | - | -- | - |
| Yucatán                                                                              | 1 | 1 | 1 | 0 | 0 | 0 | 0 | 0 | 0 | 3 | 8  | 1 |
| Monclova                                                                             | 0 | 0 | 1 | 0 | 0 | 0 | 3 | 5 | X | 9 | 10 | 1 |
| G: Zach Phillips (1-0, 0.00) P: Yoanner Negrín (0-1, 5.68) SV: Carlos Bustamante (1) |   |   |   |   |   |   |   |   |   |   |    |   |
| HR: YUC - J. Jones (1), L. Heras (1); MVA - R. Rodríguez (1). ASIST: 8,500           |   |   |   |   |   |   |   |   |   |   |    |   |

Serie empatada a 1

###### Juego 3
27 de septiembre de 2019; Parque Kukulcán Alamo, Mérida, Yucatán.
| Equipo                                                              | 1 | 2 | 3 | 4 | 5 | 6 | 7 | 8 | 9 | C | H  | E |
| ------------------------------------------------------------------- | - | - | - | - | - | - | - | - | - | - | -- | - |
| Monclova                                                            | 1 | 0 | 0 | 2 | 2 | 0 | 0 | 1 | 0 | 6 | 13 | 0 |
| Yucatán                                                             | 0 | 0 | 0 | 1 | 0 | 1 | 0 | 0 | 1 | 3 | 6  | 1 |
| G: Conor Harber (1-0, 3.60) P: José Samayoa (0-1, 7.36) SV: No hubo |   |   |   |   |   |   |   |   |   |   |    |   |
| HR: YUC - S. Valle (1). ASIST: 14,917                               |   |   |   |   |   |   |   |   |   |   |    |   |

Monclova lidera la serie 2-1

###### Juego 4
28 de septiembre de 2019; Parque Kukulcán Alamo, Mérida, Yucatán.
| Equipo                                                                       | 1 | 2 | 3 | 4 | 5 | 6 | 7 | 8 | 9 | C | H | E |
| ---------------------------------------------------------------------------- | - | - | - | - | - | - | - | - | - | - | - | - |
| Monclova                                                                     | 1 | 1 | 0 | 0 | 0 | 0 | 0 | 0 | 0 | 2 | 5 | 1 |
| Yucatán                                                                      | 0 | 0 | 0 | 3 | 0 | 0 | 0 | 0 | X | 3 | 9 | 1 |
| G: Dustin Crenshaw (1-0, 3.00) P: Geno Encina (0-1, 2.45) SV: Josh Lueke (2) |   |   |   |   |   |   |   |   |   |   |   |   |
| HR: YUC - A. Charles (1). ASIST: 14,917                                      |   |   |   |   |   |   |   |   |   |   |   |   |

Serie empatada a 2

###### Juego 5
29 de septiembre de 2019; Parque Kukulcán Alamo, Mérida, Yucatán.
| Equipo                                                               | 1 | 2 | 3 | 4 | 5 | 6 | 7 | 8 | 9 | C | H | E |
| -------------------------------------------------------------------- | - | - | - | - | - | - | - | - | - | - | - | - |
| Monclova                                                             | 0 | 0 | 0 | 0 | 0 | 0 | 0 | 0 | 0 | 0 | 4 | 1 |
| Yucatán                                                              | 1 | 0 | 1 | 0 | 0 | 0 | 0 | 1 | X | 3 | 9 | 1 |
| G: César Valdez (2-0, 2.25) P: Adam Quintana (0-1, 3.27) SV: No hubo |   |   |   |   |   |   |   |   |   |   |   |   |
| HR: YUC - A. Liddi (1). ASIST: 14,917                                |   |   |   |   |   |   |   |   |   |   |   |   |

Yucatán lidera la serie 3-2

###### Juego 6
1 de octubre de 2019; Estadio Monclova, Monclova, Coahuila.
| Equipo                                                             | 1 | 2 | 3 | 4 | 5 | 6 | 7 | 8 | 9 | C | H  | E |
| ------------------------------------------------------------------ | - | - | - | - | - | - | - | - | - | - | -- | - |
| Yucatán                                                            | 0 | 0 | 0 | 0 | 2 | 0 | 0 | 0 | 0 | 2 | 8  | 1 |
| Monclova                                                           | 1 | 0 | 0 | 0 | 1 | 0 | 3 | 1 | X | 6 | 11 | 0 |
| G: A. Alburquerque (1-1, 4.91) P: M. Parra (0-1, 7.36) SV: No hubo |   |   |   |   |   |   |   |   |   |   |    |   |
| HR: MVA - N. Perio (2), F. Peguero (1). ASIST: 8,500               |   |   |   |   |   |   |   |   |   |   |    |   |

Serie empatada a 3

###### Juego 7
2 de octubre de 2019; Estadio Monclova, Monclova, Coahuila.
| Equipo                                                                               | 1 | 2 | 3 | 4 | 5 | 6 | 7 | 8 | 9 | C | H  | E |
| ------------------------------------------------------------------------------------ | - | - | - | - | - | - | - | - | - | - | -- | - |
| Yucatán                                                                              | 2 | 0 | 0 | 3 | 0 | 0 | 0 | 0 | 0 | 5 | 7  | 0 |
| Monclova                                                                             | 0 | 0 | 2 | 0 | 3 | 1 | 2 | 1 | X | 9 | 14 | 1 |
| G: Z. Phillips (2-0, 0.00) P: A. Ávila (0-1, 1.93) SV: C. Bustamante (2)             |   |   |   |   |   |   |   |   |   |   |    |   |
| HR: YUC - A. Liddi (2), S. Valle (2); MVA - N. Perio (3), E. Aybar (1). ASIST: 8,500 |   |   |   |   |   |   |   |   |   |   |    |   |

Monclova gana la serie 4-3

## Líderes
A continuación se muestran los lideratos tanto individuales como colectivos de los diferentes departamentos de bateo y de pitcheo.

### Bateo
| Categoría           | Individual          | Marca | Colectivo                  | Marca |
| ------------------- | ------------------- | ----- | -------------------------- | ----- |
| Porcentaje          | Daniel Mayora (DUR) | .391  | Diablos Rojos del México   | .323  |
| Carreras Producidas | Chris Carter (MVA)  | 119   | Acereros de Monclova       | 845   |
| Home Runs           | Chris Carter (MVA)  | 49    | Acereros de Monclova       | 197   |
| Carreras Anotadas   | Alonzo Harris (OAX) | 131   | Acereros de Monclova       | 896   |
| Hits                | Daniel Mayora (DUR) | 177   | Acereros de Monclova       | 1388  |
| Dobles              | Daniel Mayora (DUR) | 36    | Guerreros de Oaxaca        | 272   |
| Triples             | Tony Campana (MTY)  | 16    | Rieleros de Aguascalientes | 29    |
| Bases Robadas       | Jhonny Davis (OAX)  | 54    | Guerreros de Oaxaca        | 132   |
| Slugging            | Chris Carter (MVA)  | .709  | Acereros de Monclova       | .524  |

### Pitcheo
| Categoría         | Individual              | Marca | Colectivo                                             | Marca  |
| ----------------- | ----------------------- | ----- | ----------------------------------------------------- | ------ |
| Efectividad       | César Valdez (YUC)      | 2.26  | Toros de Tijuana                                      | 4.41   |
| Juegos Ganados    | César Valdez (YUC)      | 15    | Toros de Tijuana Acereros de Monclova                 | 75     |
| Ponches           | Yasutomo Kubo (LEO)     | 154   | Toros de Tijuana                                      | 980    |
| Entradas Lanzadas | Yasutomo Kubo (LEO)     | 152.0 | Acereros de Monclova                                  | 1068.0 |
| Juegos Completos  | Juan Pablo Oramas (TAB) | 3     | Olmecas de Tabasco Bravos de León Piratas de Campeche | 4      |
| Blanqueadas       | Manuel Flores (CAM)     | 2     | Tigres de Quintana Roo Toros de Tijuana               | 9      |
| Juegos Salvados   | Román Méndez (LAR)      | 32    | Tecolotes de los Dos Laredos                          | 37     |
| WHIP              | César Valdez (YUC)      | 1.06  | Leones de Yucatán                                     | 1.37   |

## Designaciones
A continuación se muestran a los ganadores de las Nominaciones Especiales 2019.
| Designación         | Ganador           | Equipo                 |
| ------------------- | ----------------- | ---------------------- |
| Jugador más valioso | Alonzo Harris     | Guerreros de Oaxaca    |
| Pitcher del año     | César Valdez      | Leones de Yucatán      |
| Relevista del año   | Carlos Bustamante | Acereros del Norte     |
| Novato del año      | Erick Migueles    | Tigres de Quintana Roo |
| Retorno del año     | Santiago González | Generales de Durango   |
| Mánager del año     | Roberto Vizcarra  | Saraperos de Saltillo  |
| Ejecutivo del año   | Gerardo Benavides | Acereros del Norte     |

## Acontecimientos relevantes
- 1 de febrero: Fallece Alfredo "Yaqui" Ríos, quien jugó en la LMB con Sultanes de Monterrey, con quienes participó durante 12 temporadas, después pasó a Diablos Rojos del México, luego a Torreón y finalizó como jugador activo con los Tigres Capitalinos. Sus números de por vida en la LMB fueron de .290 de porcentaje de bateo, 46 cuadrangulares, 715 carreras producidas y 900 carreras anotadas en 1,860 juegos. Como mánager, estuvo al frente de Acereros de Monclova (1986, 1987 y 1989), Unión Laguna (1988), Rieleros de Aguascalientes (1991) y Saraperos de Saltillo (1992 y 1993). Fue elegido al Salón de la Fama del Béisbol Mexicano en 1990.[21]
- 4 de febrero: Fallece Raymundo López Casillas, quien fue presidente de la Liga de Béisbol del Noroeste entre 1973 y 1988 y de 2000 a 2015. Nació el 1 de mayo de 1931 en Tepic, Nayarit.[22]
- 5 de marzo: La LMB y Major League Baseball (MLB) informaron que concretaron, por primera vez en su historia, un acuerdo para las transferencias de jugadores de ambas ligas.[23]
- 23 de marzo: Se inaugura el Estadio Alfredo Harp Helú de la Ciudad de México ante una espectacular entrada, con el duelo entre los mejores prospectos de los Padres de San Diego vs. los Diablos Rojos del México. La ceremonia inaugural estuvo encabezada por el C.P. Alfredo Harp Helú, presidente del consejo de administración de la Pandilla Roja y el Lic. Andrés Manuel López Obrador, presidente de México.[24]
- 3 de abril: Fallece Rolando Camarero, destacado segunda base que jugó en la LMB durante 15 campañas, entre 1963 y 1979, con Rojos del Águila de Veracruz, Poza Rica, Aguascalientes y Tampico. Nació el 25 de abril de 1943 en Antón Lizardo, Veracruz. En total en su carrera en la LMB bateó para .269, con 147 cuadrangulares y 818 carreras impulsadas en 1,848 juegos. Como mánager, estuvo al frente del Águila (1979, 1999-2000, 2003-2005) y Olmecas de Tabasco (2002).[25]
- 9 de abril: Los Pericos de Puebla establecen una nueva marca en la LMB al conectar seis dobles en la octava entrada, superando los cinco conectados por Diablos Rojos del México ante Tigres Capitalinos, precisamente el 9 de abril de 1994 en el desaparecido Parque del Seguro Social, en la victoria del equipo poblano ante los Olmecas de Tabasco por 13-0, en un juego realizado en el Parque Centenario 27 de Febrero de Villahermosa, Tabasco.[26]
- 11 de abril: Maxwell León, de los Toros de Tijuana, empató un récord de la LMB e inauguró otro, al conectar dos cuadrangulares en una misma entrada y por los dos lados del pentágono, durante el octavo capítulo del segundo juego de la serie entre Toros de Tijuana y Rieleros de Aguascalientes, disputado en el Parque Alberto Romo Chávez de Aguascalientes, Aguascalientes, que favoreció a los visitantes por 17-4.[27][28]
- 20 de abril: Fallece Braulio Lara, lanzador dominicano que jugó con Sultanes de Monterrey y Generales de Durango en la temporada 2018.[29] Lara nació el 20 de diciembre de 1988 en Baní y lanzó en sucursales de Tampa Bay Rays, Miami Marlins y Washington Nationals antes de jugar en la LMB.[30]
- 20 de abril: El lanzador dominicano José Domínguez, de los Algodoneros de Unión Laguna, es suspendido 10 juegos a partir del sábado 20 de abril y se le aplicó una multa, cuyo monto fue confidencial.[31] La LMB informó que en el juego celebrado el viernes 19 de abril en el Estadio Eduardo Vasconcelos de Oaxaca, Oaxaca, entre Algodoneros de Unión Laguna y Guerreros de Oaxaca, el lanzador José Alfredo Domínguez Colomé, del club Algodoneros, fue expulsado en la octava entrada debido a que se detectó que en su brazo izquierdo tenía untada una sustancia extraña, que utilizó de forma indebida para mejorar sus lanzamientos.[32]
- 8 de mayo: La LMB presentó el Juego de Estrellas 2019, que tendría como sede el Estadio Alfredo Harp Helú de la Ciudad de México, casa de los Diablos Rojos del México y que también albergaría los eventos Doble Play Derby, Home Run Derby y Juego de Celebridades.[33]
- 12 de mayo: Los Pericos de Puebla empatan el récord de la LMB al conectar 13 hits en una entrada (5.ª), en un juego disputado ante los Algodoneros de Unión Laguna realizado en el Estadio Revolución de Torreón, Coahuila, que favoreció al equipo poblano por 14-11.[34]
- 12 de mayo: Los Guerreros de Oaxaca (6) y los Rieleros de Aguascalientes (7) empatan el récord de más homeruns en un juego, al conectar entre ambos clubes 13 cuadrangulares, en un partido disputado en el Parque Alberto Romo Chávez de Aguascalientes, Aguascalientes, que favoreció a los locales por 22-6. Con 13 cuadrangulares por los dos equipos, Guerreros y Rieleros empataron la marca de más hoemeruns conectados por dos clubes en un juego, que databa del 16 de marzo de 1985, cuando León pegó 10 y Saltillo 3.[35]
- 15 de mayo: El dominicano Yamaico Navarro, de los Sultanes de Monterrey, empató dos récords de la LMB al conectar dos cuadrangulares y producir 7 carreras en la primera entrada, en un juego disputado ante los Piratas de Campeche realizado en el Estadio de Béisbol Monterrey de Monterrey, Nuevo León, que favoreció a los locales 16-2. La marca de dos homeruns en una entrada la comparte con varios peloteros, mientras que las siete producidas en un inning lo convierten apenas en el segundo en la historia en lograrlo, después de José Rendón con Saltillo el 27 de marzo de 1984.[36][37]
- 16 de mayo: El estadounidense Cade Gotta, de los Acereros del Norte, se convirtió en el vigesimoprimer jugador en la historia de la LMB y en el segundo pelotero en la historia de la franquicia, en conectar dos jonrones en la misma entrada, dentro de un rally de 10 en el primer inning en un juego disputado ante los Rieleros de Aguascalientes realizado en el Estadio Monclova de Monclova, Coahuila, que favoreció a los Acereros 16-4. Anteriormente Donzell McDonald le conectó par de cuadrangulares a César Martínez el 22 de marzo de 2008 contra Potros de Tijuana, siendo el primer Acerero en lograr dicha hazaña.[38]